# Doryctes heydenii
Doryctes heydenii är en stekelart som beskrevs av Henry J. Reinhard 1865. Doryctes heydenii ingår i släktet Doryctes och familjen bracksteklar. Arten är reproducerande i Sverige. Inga underarter finns listade i Catalogue of Life.